# Hemicyclops purpureus
Hemicyclops purpureus är en kräftdjursart som beskrevs av Boeck 1872. Enligt Catalogue of Life ingår Hemicyclops purpureus i släktet Hemicyclops och familjen Clausidiidae, men enligt Dyntaxa är tillhörigheten istället släktet Hemicyclops och familjen Clausiidae. Arten är reproducerande i Sverige. Inga underarter finns listade i Catalogue of Life.